# Přebor Jihomoravského kraje 2016/2017
V soubojích 57. ročníku Přeboru Jihomoravského kraje 2016/17 (jedna ze skupin 5. fotbalové ligy) se utkalo 16 týmů každý s každým dvoukolovým systémem podzim–jaro. Tento ročník začal v sobotu 13. srpna 2016 úvodními šesti zápasy předehraného 2. kola a skončil v sobotu 17. června 2017 zbývajícími třemi zápasy 28. kola (29. a 30. kolo bylo předehráno).
Z důvodu nezájmu týmů o postup do Divize D 2015/16 hrálo v ročníku 2015/16 17 týmů z Jihomoravského kraje. Vzhledem k netradičnímu lichému počtu účastníků mělo v každém kole jedno mužstvo tzv. volný los, tedy v tomto kole nehrálo. Celkem každé mužstvo odehrálo 32 utkání. V tomto ročníku se počet účastníků přeboru vrátil na tradičních šestnáct, každé mužstvo tak odehrálo 30 utkání.

## Nové týmy v sezoně 2016/17
- Z Divize D 2015/16 nesestoupilo do Jihomoravského krajského přeboru žádné mužstvo.
- Ze skupin I. A třídy Jihomoravského kraje 2015/16 postoupila mužstva AFK Tišnov (vítěz skupiny A) a FC Bučovice (vítěz skupiny B)

## Nejlepší střelec
Nejlepšími střelci ročníku se stali František Kuldan z AFK Tišnov a Jan Urban z FC Dosta Bystrc-Kníničky, oba vstřelili 22 branky ve 29 startech.

## Konečná tabulka
Zdroj: 
| Poř. | Tým                      | Z  | V  | R | P  | VG  | OG | B  |
| ---- | ------------------------ | -- | -- | - | -- | --- | -- | -- |
| 1.   | AFK Tišnov (N)           | 30 | 24 | 3 | 3  | 103 | 29 | 75 |
| 2.   | FK Mutěnice              | 30 | 22 | 1 | 7  | 67  | 33 | 67 |
| 3.   | FC Dosta Bystrc-Kníničky | 30 | 18 | 3 | 9  | 74  | 49 | 57 |
| 4.   | TJ Tatran Bohunice       | 30 | 16 | 5 | 9  | 57  | 34 | 53 |
| 5.   | FK SK Bosonohy           | 30 | 16 | 4 | 10 | 69  | 53 | 52 |
| 6.   | SK Olympia Ráječko       | 30 | 14 | 5 | 11 | 73  | 54 | 47 |
| 7.   | FC Ivančice              | 30 | 15 | 2 | 13 | 66  | 49 | 47 |
| 8.   | TJ Tatran Rousínov       | 30 | 13 | 5 | 12 | 52  | 50 | 44 |
| 9.   | FC Boskovice             | 30 | 12 | 4 | 14 | 45  | 62 | 40 |
| 10.  | TJ Sokol Lanžhot         | 30 | 11 | 4 | 15 | 49  | 59 | 37 |
| 11.  | FC Moravský Krumlov      | 30 | 11 | 2 | 17 | 51  | 74 | 35 |
| 12.  | FC Bučovice (N)          | 30 | 10 | 3 | 17 | 39  | 68 | 33 |
| 13.  | FC Sparta Brno           | 30 | 10 | 5 | 15 | 46  | 72 | 32 |
| 14.  | SK Moravská Slavia Brno  | 30 | 9  | 3 | 18 | 62  | 79 | 30 |
| 15.  | SK Vojkovice             | 30 | 8  | 2 | 20 | 55  | 83 | 26 |
| 16.  | TJ Sokol Novosedly       | 30 | 3  | 5 | 22 | 32  | 92 | 14 |

Poznámky:
- Z = Odehrané zápasy; V = Vítězství; R = Remízy; P = Prohry; VG = Vstřelené góly; OG = Obdržené góly; B = Body; (S) = Mužstvo sestoupivší z vyšší soutěže; (N) = Mužstvo postoupivší z nižší soutěže (nováček)
- Mužstvu FC Sparta Brno byly odečteny 3 body.
- O pořadí na 6. a 7. místě rozhodl vyšší rozdíl celkového skóre Ráječka, bilance vzájemných zápasů byla vyrovnaná: Ráječko – Ivančice 2:1, Ivančice – Ráječko 2:1[1]

|  | Postup do Divize D 2017/18                                |
|  | Sestup do I. A třídy Jihomoravského kraje – sk. A 2017/18 |